# Rhaphiptera albipennis
Rhaphiptera albipennis är en skalbaggsart som beskrevs av Stefan von Breuning 1947. Rhaphiptera albipennis ingår i släktet Rhaphiptera och familjen långhorningar. Inga underarter finns listade i Catalogue of Life.